# Prosopocera hessei
Prosopocera hessei là một loài bọ cánh cứng trong họ Cerambycidae.